# Potylica

Tył głowy typu hipognatycznego u owada. Potylica żółta, podpisana occiput

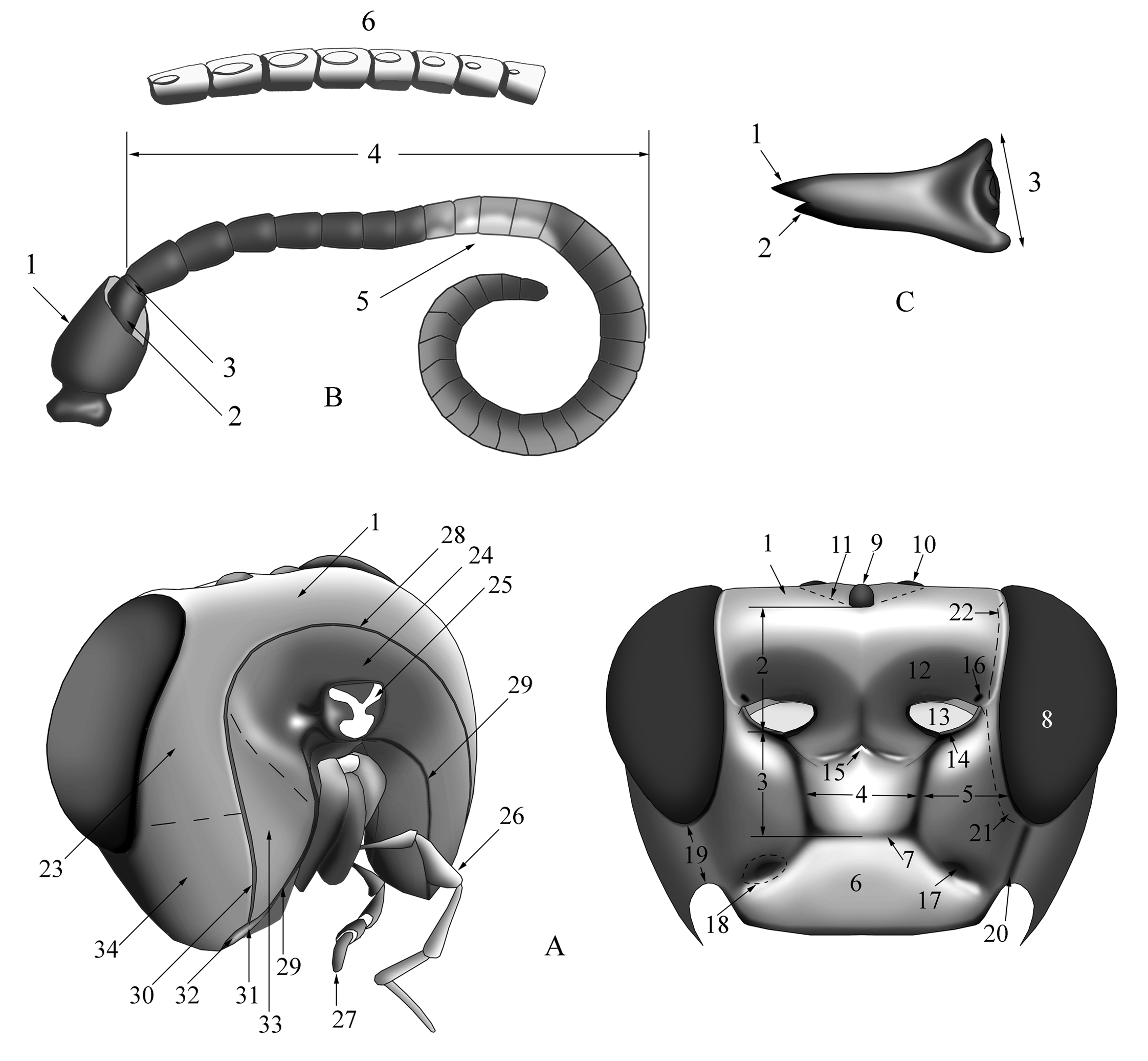
Morfologia głowy owada: potylica oznaczona liczbą 24 na rysunku A

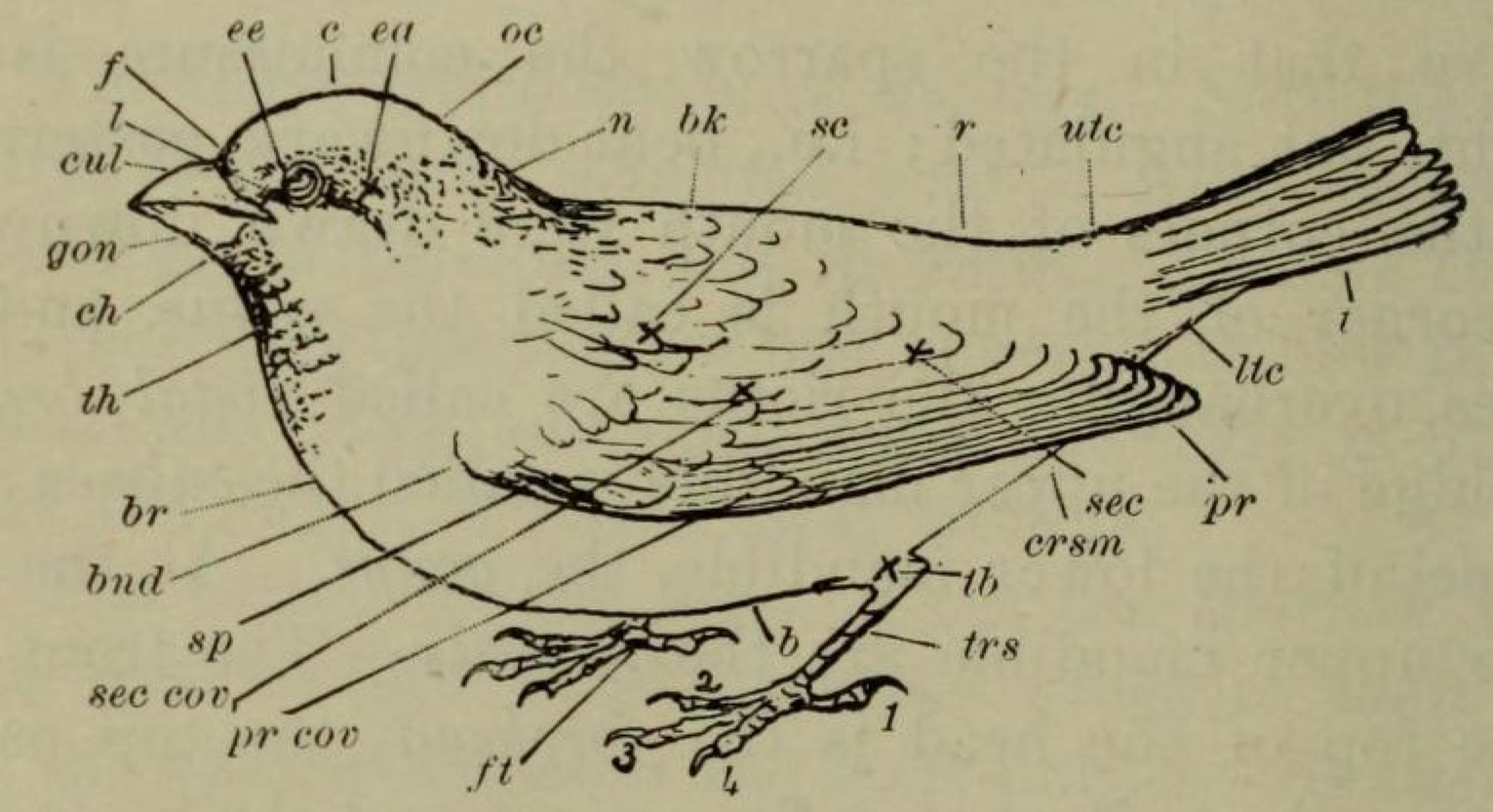
Budowa wróbla domowego: potylica opisana jako oc

Potylica (łac. occiput) – tylna część głowy różnych zwierząt.

## Sześcionogi
U sześcionogów (owadów) potylica stanowi grzbietowo-tylną część puszki głowowej. Nie odpowiada ona dokładnie pierwotnemu sklerytowi. Powstaje ona z grzbietowej części "łuku potylicznego", którego części boczne tworzą z kolei zapoliczki. Od przodu potylica graniczy z ciemieniem, tworzonym przez grzbietowe części parietaliów. Granicę między nią a ciemieniem wyznaczać może szew potyliczny. Po bokach potylica graniczy z zapoliczkami, rzadko jednak granica ta zaznaczona jest szwem. Od tyłu potylica graniczy z zapotylicą, od której odgraniczona jest szwem zapotylicznym. Dalej jest położony otwór potyliczny. Szczegóły budowy puszki głowowej mogą się różnić u poszczególnych grup, np. u mrówek potylica graniczy bezpośrednio z szyją.
W rejonie potylicznym głowy owadów są położone zwykle parzyste zwoje potyliczne, które mogą być zlane w jeden nieparzysty zwój potyliczny. Stanowią one drugie centrum stomatogastrycznego układu nerwowego.
U muchówek na potylicznej części głowy osadzone są szczecinki potyliczne i zaciemieniowe.

## Inne bezkręgowce
Nazw odnoszących się do potylicy używa się również – w niektórych innych niż sześcionogi grupach bezkręgowców – do określenia struktur położonych w grzbietowo-tylnej części głowy. U wieloszczetów wyróżnia się takie narządy jak antennae occipitale (dosł. czułki potyliczne) czy papillae occipitale (dosł. papille potyliczne), położone z tyłu prostomium. U liścionogów z grupy Laevicaudata występuje occipital notch (dosł. wcięcie potyliczne). Rzęski na wierzchu głowy szczękogębych noszą nazwę occipitalia.

## Kręgowce
U kręgowców w tylnej części głowy wyróżnia się okolicę potyliczną (regio occipitalis). U ryb trzonopłetwych w okolicy tej występują 3 kości czaszki: kość potyliczna podstawowa i parzyste kości potyliczne boczne (lewa i prawa). U ryb doskonałokostnych występuje w tej okolicy jeszcze kość potyliczna górna.
U płazów pojawiają się dwa kłykcie potyliczne. U żab i Ichthyophis występują kości potyliczne boczne, u salamandry zaś – kości potylicznoskaliste. U gadów w rejonie potylicznym występują 4 kości nazwane jak u ryb doskonałokostnych: potyliczna podstawowa, potyliczne boczne i potyliczna górna. Gady mają pojedynczy kłykieć potyliczny – tworzony przez kość potyliczną podstawową i dwie boczne.
U ptaków i ssaków 4 wymienione kości potyliczne zrastają się w jedną kość potyliczną. U tych pierwszych występuje jeden, zaś u tych drugich – dwa kłykcie potyliczne. W tylno-dolnej części kości u obu tych grup leży otwór potyliczny wielki.
U naczelnych od regionu potylicznego nosi nazwę jeden z płatów kresomózgowia – położony w jego tylnej części płat potyliczny.